# ريتشارد تشيس (شاعر)
ريتشارد تشيس (بالإنجليزية: Richard Chess)‏ هو شاعر أمريكي، ولد في 1953.